# 39653 Carnera
39653 Carnera este un asteroid din centura principală de asteroizi.

## Descriere
39653 Carnera este un asteroid din centura principală de asteroizi. A fost descoperit pe 17 octombrie 1995 la Sormano de Piero Sicoli și Pierangelo Ghezzi. Asteroidul prezintă o orbită caracterizată de o semiaxă mare de 2,69 ua, o excentricitate de 0,04 și o înclinație de 15,0° în raport cu ecliptica.